# Manuel Chávez Ballón
Manuel Jorge Chávez Ballón (Puno, 2 de junio de 1919-Cusco, 12 de junio de 2000) fue un educador, historiador y arqueólogo peruano.

## Biografía
Manuel Chávez Ballón fue hijo de Manuel F. Chávez, de origen quechua, y Julia Ballón, de origen aimara. A la edad de seis años fue a vivir a Salinas, provincia de Azángaro, Puno, con su padre y su madrastra Francisca Bustinza de Chávez. Sus primeros estudios los realiza en el Colegio San Carlos de Puno En 1928 fue matriculado en el Centro Escolar de Azángano. Posteriormente, su padre fue designado a Pukará a trabajar en esa localidad A los 11 años, se convirtió en un experto guía de la zona arqueológica y sus alrededores. En 1935, Luis E. Valcárcel y Julio César Tello llegan a Pukará, Puno, y fueron guiados por un adolescente Manuel Chávez Ballón, siendo esa primera experiencia la que definiría su futura vocación.
En 1938, ingresa a la Facultad de Letras de la Universidad Nacional San Antonio Abad del Cusco (UNSAAC), donde tuvo de maestros a José Uriel García y José Gabriel Cosio. En 1940 ingresó a la Facultad de Pedagogía y Educación de la Universidad Nacional Mayor de San Marcos. En 1942, fue elegido como estudiante a participar de la Quinta Expedición Arqueológica al Sur del Perú, auspiciada por The Viking Fund y dirigida por Julio César Tello. En esta misión se recorrieron e investigaron diversos monumentos arqueológicos ubicados en Junín, Huancavelica, Ayacucho, Apurímac y Cusco. Al año siguiente, presentó su tesis de bachillerato en Humanidades sobre la expedición realizada con el título de "Los restos arqueológicos del sur del Perú, visitados por la misión arqueológica peruana de 1942". En octubre de 1943, se graduó como Doctor en Pedagogía en la misma universidad, con especialidad en Historia y Geografía, con la tesis titulada "Keshwas y Kollas frente a la educación y el latifundismo republicanos". Esta tesis combinó la visión de educador de Chávez Ballón con una visión antropológica de la importancia de la vinculación entre la educación, la economía y el entorno sociocultural de los pueblos kollas y keshwas, que mostraban altas tasas de hasta 90% de analfabetismo.
En 1945 se casó con la cusqueña Marta Farfán Carazas, con quien tuvo tres hijos: Sergio, Manuel y Edwin. En ese mismo año, enseñó Historia y Economía Política en el colegio Mateo Pumacahua de Sicuani como reemplazante de José María Arguedas. Posteriormente fue director del plantel. En 1947 fue convocado por Julio César Tello para desempeñar el cargo de Auxiliar y Secretario del Museo de Antropología y Arqueología de Magdalena Vieja (Pueblo Libre), hoy Museo Nacional de Arqueología de Lima. Ese mismo año, también se desempeñó como catedrático auxiliar en el Instituto de Arqueología de la Universidad Nacional Mayor de San Marcos. En 1948 fue nombrado profesor principal de la carrera de arqueología en la Universidad Nacional San Antonio Abad del Cusco. En 1949 realizó una expedición arqueológica a Pukará auspiciado por el Museo Nacional de Antropología y Arqueología. En 1950 creó la asignatura "Arqueología aplicada a la industria moderna" en el Instituto Industrial Femenino en Cusco, brindando asesoramiento a las mujeres que diseñaban la "Línea Cusqueña", una colección de vestidos inspirada en la iconografía Inca, promovida por Delia Vidal de Milla. En 1952 investigó la cultura Wari en Batan Orqo, Cusco. Al año siguiente, descubrió Marcavalle, la primera ocupación humana en Cusco, ubicada en la zona este del valle. Ese mismo año colaboró y asesoró con la representación del drama OIlantay ejecutado por 300 artistas del Centro Qosqo de Arte Nativo.
Participó en la IV Expedición Arqueológica al Perú de la Universidad de California, dirigida por John Rowe entre 1954 y 1955, y en la Expedición del Museo de la Universidad de Pensilvania a la región del lago Titicaca, dirigida por Alfred Kidder en 1955. En ese mismo año, realizó el proyecto de investigación artístico sobre el Inti Raymi con el pintor cajamarquino Alfredo Rocha Segarra. También fue parte de la comisión presidida por José María Arguedas que elaboró el guion oficial del Inti Raymi. Durante este periodo también publicó artículos sobre estudios arqueológicos, el cuidado del patrimonio cultural y la Historia del Perú en diversas publicaciones, incluidos diarios locales de Cusco como El Sol y El Comercio. Además realizó exposiciones de arte antiguo en la Sociedad de Artesanos y el Parainfo Universitario. En 1958, participó de la Expedición Etnológica a la selva de Puno dirigida por Richard Schaedel. En 1960 fue profesor de la Universidad Nacional de Ingeniería de Lima. Al año siguiente, el Ministerio de Educación le designó realizar investigaciones a Chavín y Áncash.
Entre 1964 y 1965 se desempeña como jefe de Arqueología de la Casa de la Cultura del Perú. En 1966 es nombrado como arqueólogo residente de Machu Picchu, desempeñándose en este cargo hasta 1971. En 1968 dirigió la investigación y restauración del Recinto 2 del conjunto de la Roca Sagrada de Machu Picchu. Además, se desempeñó desde 1968 a 1974 como director del Museo de sitio de Machu Picchu, que hoy día lleva su nombre.  En 1977 fundó la carrera profesional de arqueología de la UNSAAC con Luis Barrera Murillo y Abraham Valencia Espinoza. Al año siguiente, convirtió su Taller Inka, ubicado en la calle Puputi en Cusco, en un lugar de estudio y promoción de la cultura andina. Durante las siguientes dos décadas mantuvo su labor de educador impartiendo charlas y exposiciones sobre las culturas andinas y de la costa en el Tahuantinsuyo; el sistema de seq'es; la interpretación de la iconografía de los q'eros inkas; la evolución de las culturas Marcavalle, Huaru, entre otros. Chávez Ballón falleció el 12 de junio de 2000 en su Taller Inka en Cusco.

## Premios y reconocimientos
- Miembro honorario de la Sociedad Científica del Cusco (1957).
- Medalla "Personaje de mi ciudad" entregada por el Instituto Nacional de Cultura (INC) (1997).

## Obras
- Qeros cusqueños: un ensayo de interpretación descriptiva de la iconografía inca contenida en los qeros o vasos de madera del Cusco. UNSAAC, (1984)
- Ciudades incas: Cuzco capital del imperio. Departamento de Antropología. Universidad Nacional de Cuzco. Comisión especial. Plan Copesco. (1980). En: https://books.google.com.pe/books?id=FbQdswEACAAJ